# Émilienne Houssou
Reine Émilienne Houssou, née en 1998 à Tankpè, est une gymnaste aérobic béninoise.

## Carrière
Aux Championnats d'Afrique de gymnastique aérobic 2022 au Caire, elle est médaillée d'argent en trio mixte.